# Jurij Valentinovič Trifonov

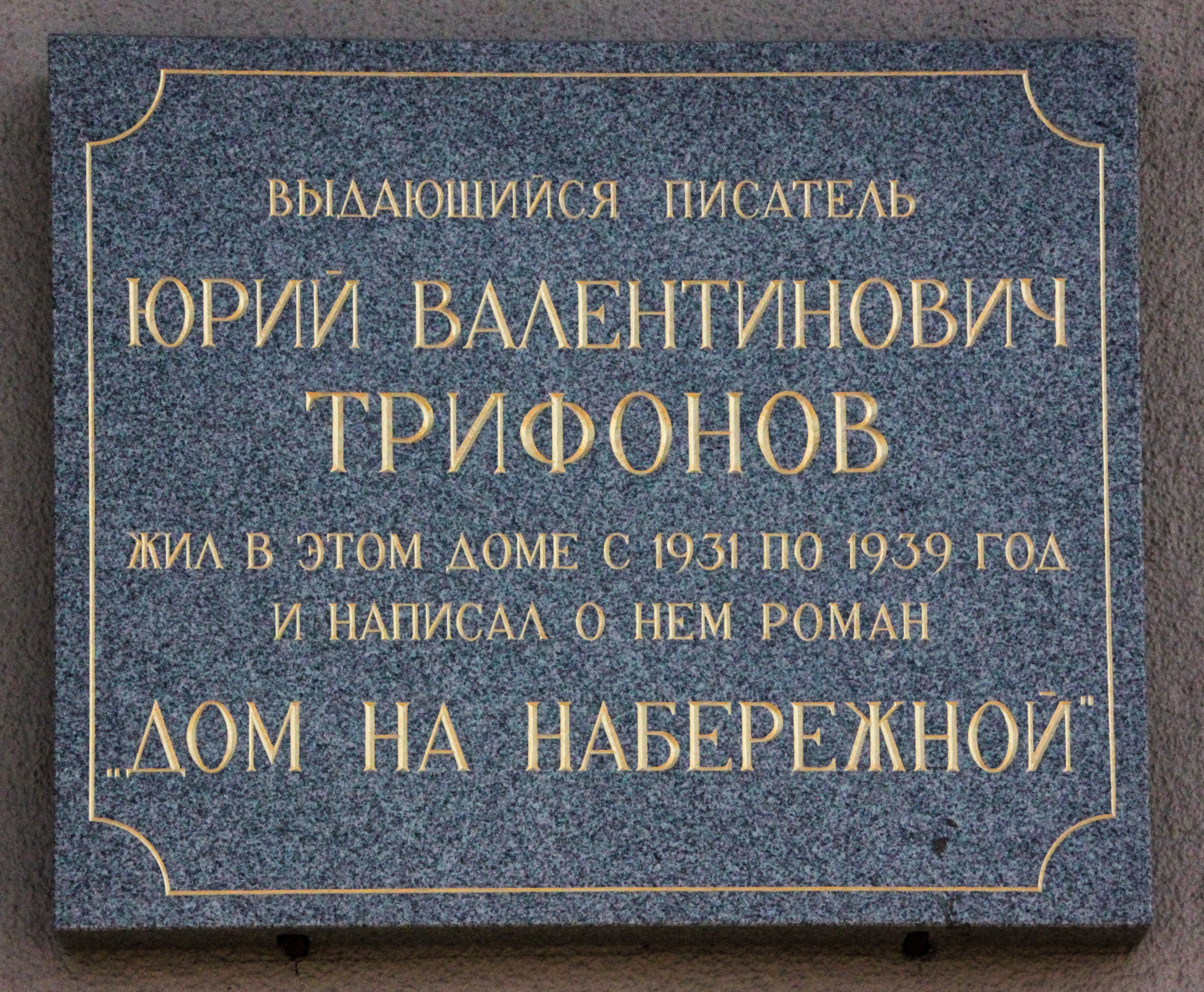
Targa commemorativa dedicata a Jurij Trifonov presso la Casa sul lungofiume a Mosca

Jurij Valentinovič Trifonov (in russo Юрий Валентинович Трифонов?; Mosca, 28 agosto 1925 – Mosca, 28 marzo 1981) è stato uno scrittore russo, considerato rappresentante di spicco della cosiddetta "prosa urbana" sovietica e candidato al premio Nobel per la letteratura nel 1981.

## Opere pubblicate in Italia
- La casa sul lungofiume (Дом на набережной, Dom na naberežnoj), Roma, Editori Riuniti, 1977
- Lungo addio (Долгое прощание, Dolgoe proščanie), Torino, Einaudi, 1977
- L'impazienza (Нетерпение, Neterpenie),  Milano, Mursia, 1978
- Un'altra vita (Другая жизнь, Drugaja žizn'), Roma, Editori Riuniti, 1978
- Il vecchio (Старик, Starik), Roma, Editori Riuniti, 1979
- I riflessi del rogo (Отблеск костра, Otblest kostra), Milano, Mursia, 1981
- Il tempo e il luogo (Время и место, Vremja i mesto), Roma, Editori Riuniti, 1983
- La sparizione (Исчезновение, Isčeznovenie), Roma, Editori Riuniti, 1988
- Vera e Zojka (Вера и Зойка), Viterbo, Stampa Alternativa, 1998